# Осеола (Вісконсин)
Осеола (англ. Osceola) — селище (англ. village) в США, в окрузі Полк штату Вісконсин. Населення — 2765 осіб (2020).

## Географія
Осеола розташована за координатами 45°19′9″ пн. ш. 92°41′45″ зх. д. / 45.31917° пн. ш. 92.69583° зх. д. (45.319280, -92.695889).  За даними Бюро перепису населення США в 2010 році селище мало площу 11,18 км², з яких 10,85 км² — суходіл та 0,33 км² — водойми.

## Демографія
Згідно з переписом 2010 року, у селищі мешкало 2568 осіб у 1142 домогосподарствах у складі 660 родин. Густота населення становила 230 осіб/км².  Було 1289 помешкань (115/км²).
Расовий склад населення:
| - 96,0 % — білих - 1,0 % — азіатів - 0,3 % — корінних американців - 0,3 % — чорних або афроамериканців |

До двох чи більше рас належало 1,6 %. Частка іспаномовних становила 2,1 % від усіх жителів.
За віковим діапазоном населення розподілялося таким чином: 26,1 % — особи молодші 18 років, 61,1 % — особи у віці 18—64 років, 12,8 % — особи у віці 65 років та старші. Медіана віку мешканця становила 36,4 року. На 100 осіб жіночої статі у селищі припадало 89,7 чоловіків;  на 100 жінок у віці від 18 років та старших — 86,0 чоловіків також старших 18 років.
Середній дохід на одне домашнє господарство  становив 52 116 доларів США (медіана — 46 222), а середній дохід на одну сім'ю — 59 906 доларів (медіана — 51 652). Медіана доходів становила 44 063 долари для чоловіків та 31 902 долари для жінок. За межею бідності перебувало 11,3 % осіб, у тому числі 21,4 % дітей у віці до 18 років та 7,7 % осіб у віці 65 років та старших.
Цивільне працевлаштоване населення становило 1223 особи. Основні галузі зайнятості: роздрібна торгівля — 21,7 %, виробництво — 20,9 %, освіта, охорона здоров'я та соціальна допомога — 18,6 %.